# Дгвари
Дгвари (груз. დგვარი) — село в Грузии, на территории Боржомского муниципалитета края (мхаре) Самцхе-Джавахети.

## География
Село находится на юге центральной части Грузии, на левом берегу реки Двирулы, на расстоянии 12 километров (по прямой) к юго-западу от города Боржоми, административного центра муниципалитета. Абсолютная высота — 1337 метров над уровнем моря.

## Население
По результатам официальной переписи населения 2014 года, в Дгвари проживало 224 человека (102 мужчины и 122 женщины). В национальной структуре населения грузины составляли 99,6 %, армяне — 0,4 %.
| Год  | Население, человек |
| ---- | ------------------ |
| 2002 | 348                |
| 2014 | ↘ 224              |